# محمد الهادي عفيفي
محمد الهادي عفيفي كاتب مصري من القاهرة.

## حياته ونشأته
الهادي لديه تاريخ كبير في الكتب التاريخية والإسلامية ومن أهمها كتاب الوجيز في شرح صحيح البخاري تكلم في 2980 صفحة عن شرح صحيح البخاري بالتفصيل.

## مؤلفاتها
| الاسم                                                    | دار النشر                          | تاريخ النشر | عدد الصفحات | ردمك ISBN            | المصدر              |
| -------------------------------------------------------- | ---------------------------------- | ----------- | ----------- | -------------------- | ------------------- |
| خفايا وأسرار من سيرة الشهيد محمد باقر الصدر              | دار الهادي للطباعة والنشر والتوزيع | 2004        | 168         |                      | [ 1 ]               |
| برامج التسويق وإدارة الأعمال                             | المكتبة الأكاديمية                 | 2014        | 584         |                      | [ 2 ]               |
| موسوعة الحب والجنس                                       | هلا للنشر والتوزيع                 | 2013        | 230         | (ردمك 9773562417)    | [ 3 ] [ 4 ]         |
| المس الشيطانى حقيقة أم خيال " الشيطان بين السنة والقرآن" | هلا للنشر والتوزيع                 | 2007        | 240         | (ردمك 9773562387)    | [ 5 ] [ 6 ]         |
| الشيعة والسنة والأكراد في العالم                         | هلا للنشر والتوزيع                 | 2008        | 235         | (ردمك 9773562913)    | [ 7 ] [ 8 ]         |
| محمد عبده بين النقد والتأصيل                             | هلا للنشر والتوزيع                 | 2007        | 196         | (ردمك 9773562328)    | [ 9 ] [ 10 ] [ 11 ] |
| سيكولوجية تفسير الأحلام والتحليل النفسي لها              | هلا للنشر والتوزيع                 | 2007        | 493         | (ردمك 9773562336)    | [ 12 ] [ 13 ]       |
| في اصول التربية / ج2 - الاصول الفلسفية الاصول الثقافية   | هلا للنشر والتوزيع                 | 1998        | 130         |                      | [ 14 ] [ 15 ]       |
| في أصول التربية                                          | هلا للنشر والتوزيع                 | 1978        | 442         | (ردمك 9789773745171) | [ 16 ]              |
| الوجيز في شرح صحيح البخاري                               | هلا للنشر والتوزيع                 | 2015        | 2980        |                      | [ 17 ]              |
| التربية والغير الثقافي                                   | هلا للنشر والتوزيع                 | 1962        | 370         |                      | [ 18 ]              |